# Amanda Spratt
Amanda Spratt (Penrith, 17 september 1987) is een Australische wielrenster die sinds 2023 voor het Amerikaanse Lidl-Trek rijdt. Vanaf 2012 reed ze elf jaar bij Orica-AIS, dat later verder ging als Mitchelton-Scott en BikeExchange-Jayco.

## Carrière
Spratt won in 2012, 2016 en 2020 het Australisch kampioenschap op de weg. Ze kwam uit voor Australië op de Olympische Zomerspelen 2012 in Londen, waar ze buiten tijd de finish bereikte. Tijdens de Olympische Zomerspelen 2016 in Rio de Janeiro werd ze in de wegwedstrijd vijftiende, op vier minuten achter winnares Anna van der Breggen.
In 2017 en 2018 won ze het eindklassemenent van de Women's Tour Down Under. In dat laatste jaar won ze tevens de Emakumeen Bira, stond ze op het podium van de Amstel Gold Race en Luik-Bastenaken-Luik en werd ze derde in het eindklassement van de Giro Rosa 2018. Ook werd ze dat jaar tweede tijdens het wereldkampioenschap op de weg in Innsbruck, op 3'42" achter winnares Anna van der Breggen. Een jaar later stond ze wederom op het podium van de Giro Rosa en van het wereldkampioenschap in Harrogate.
In september 2020 kwam Spratt ongelukkig ten val in de slotkilometer van de zevende etappe van de Giro Rosa, samen met haar kopvrouw Annemiek van Vleuten, die op dat moment de roze leiderstrui droeg. Van Vleuten brak haar pols en Spratt liep een hersenschudding en schouderblessure op. Ze moesten beiden opgeven en Spratt miste ook het WK dat een week later plaatsvond. Wel kwam ze een maand na haar val weer in actie in de Ronde van Vlaanderen, die vanwege de coronapandemie in oktober werd verreden.
In 2021 behaalde Spratt geen overwinningen of podiumplaatsen. Wel werd ze vierde in de Amstel Gold Race. Namens Australië haalde ze niet de finish in de wegwedstrijd op de Olympische Zomerspelen 2020 in Tokio. In het najaar van 2021 onderging Spratt een operatie aan een vernauwde slagader. In 2022 behaalde ze haar eerste podiumplek in de tijdrit van de Simac Ladies Tour.

## Palmares

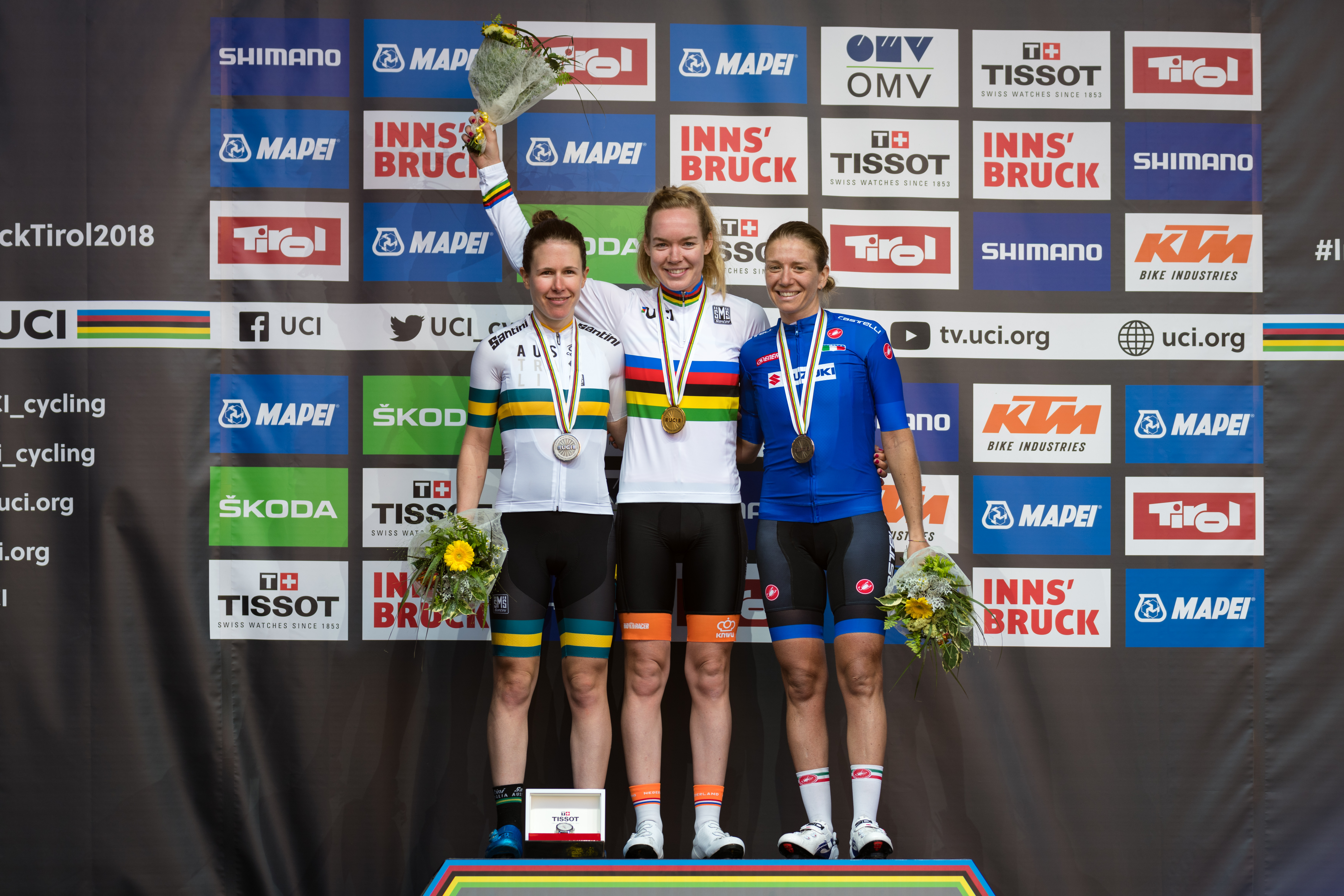
Spratt op het WK podium 2018.

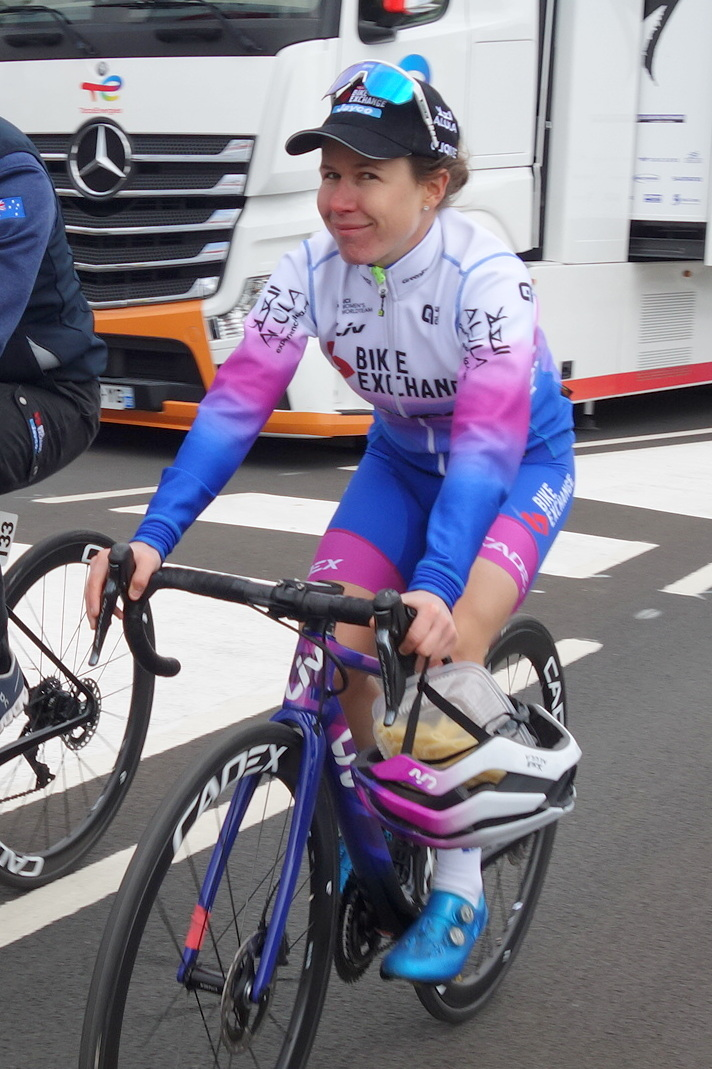
Spratt na de finish van de Amstel Gold Race 2022.

2011
 Eindklassement Tour de Feminin - O cenu Českého Švýcarska
1e etappe Tour de Feminin - O cenu Českého Švýcarska
2012
 Australisch kampioenschap op de weg
2013
 WK Ploegentijdrit (met Orica-AIS)
 Open de Suède Vårgårda (TTT)
2014
 WK Ploegentijdrit (met Orica-AIS)
2015
Giro del Trentino Alto Adige-Südtirol
2016
 Australisch kampioenschap op de weg
Cadel Evans Great Ocean Road Race
2017
 Australisch kampioenschap op de weg
 Eindklassemenent Women's Tour Down Under
1e etappe Women's Tour Down Under
2e etappe Emakumeen Bira
2018
 Eind- en bergklassemenent Women's Tour Down Under
3e etappe Women's Tour Down Under
 Eindklassement Emakumeen Bira (WWT)
4e etappe Emakumeen Bira
GP Cham-Hagendorn
6e etappe Giro Rosa (WWT)
2019
 Australisch kampioenschap op de weg
 Eindklassemenent Women's Tour Down Under
2e etappe Women's Tour Down Under
2e etappe Emakumeen Bira (WWT)
2020
 Australisch kampioenschap op de weg
2e etappe Women's Tour Down Under
2023
Bergklassement Tour Down Under
 Australisch kampioenschap op de weg

### Restultaten in voornaamste wedstrijden
| Jaar | Ronde van Italië | Ronde van Frankrijk | Ronde van Spanje |
| ---- | ---------------- | ------------------- | ---------------- |
| 2006 | 96e              |                     |                  |
| 2007 |                  |                     |                  |
| 2008 |                  |                     |                  |
| 2009 |                  |                     |                  |
| 2010 |                  |                     |                  |
| 2011 |                  |                     |                  |
| 2012 | opgave           |                     |                  |
| 2013 | 23e              |                     |                  |
| 2014 | 45e              |                     |                  |
| 2015 | opgave           |                     |                  |
| 2016 |                  |                     |                  |
| 2017 | 5e               |                     |                  |
| 2018 | ↑ (1)            |                     |                  |
| 2019 | ↑                |                     |                  |
| 2020 | opgave           |                     |                  |
| 2021 | opgave           |                     | 49e              |
| 2022 | opgave           | opgave              |                  |
| 2023 |                  | 10e                 | 11e              |
| 2024 |                  | opgave              | 18e              |
| 2025 | 19e              |                     |                  |

| Jaar | Milaan-San Remo | Gent-Wevelgem | Ronde van Vlaanderen | Amstel Gold Race | Luik-Bast.‑Luik | Waalse Pijl | Strade Bianche | Trofeo Alfredo Binda |  | WK op de weg |
| ---- | --------------- | ------------- | -------------------- | ---------------- | --------------- | ----------- | -------------- | -------------------- |  | ------------ |
| 2006 |                 |               |                      |                  |                 |             |                |                      |  |              |
| 2007 |                 |               |                      |                  |                 |             |                |                      |  |              |
| 2008 |                 |               | 97e                  |                  |                 |             |                |                      |  |              |
| 2009 |                 |               |                      |                  |                 |             |                |                      |  |              |
| 2010 |                 |               |                      |                  |                 |             |                | 16e                  |  | opgave       |
| 2011 |                 |               |                      |                  |                 | 62e         |                |                      |  | 110e         |
| 2012 |                 |               | 33e                  |                  |                 | 79e         |                | 37e                  |  | 68e          |
| 2013 |                 |               | 37e                  |                  |                 | 35e         |                | 4e                   |  | opgave       |
| 2014 |                 |               | opgave               |                  |                 |             |                | 25e                  |  |              |
| 2015 |                 |               | 56e                  |                  |                 | 19e         | 52e            | 78e                  |  | 48e          |
| 2016 |                 | 24e           | 15e                  |                  |                 | 23e         | 16e            |                      |  |              |
| 2017 |                 | 96e           | 26e                  | 44e              | 27e             | 50e         | 8e             | 27e                  |  | 41e          |
| 2018 |                 |               |                      | ↑                | ↑               | 5e          | 7e             | 4e                   |  | ↑            |
| 2019 |                 | 79e           | 20e                  | 11e              | 11e             | 11e         | opgave         | ↑                    |  | ↑            |
| 2020 |                 |               | 52e                  |                  |                 |             | 13e            |                      |  |              |
| 2021 |                 |               | 28e                  | 4e               | 10e             | 9e          | 12e            | 22e                  |  | 93e          |
| 2022 |                 |               | 34e                  | 55e              | 10e             | 25e         | 79e            | 53e                  |  | 27e          |
| 2023 |                 |               |                      | 37e              | 24e             | 46e         | 17e            | 16e                  |  | opgave       |
| 2024 |                 |               |                      | 41e              | 57e             | 64e         | 20e            | 36e                  |  |              |
| 2025 | 30e             |               |                      |                  |                 |             |                |                      |  |              |

## Ploegen

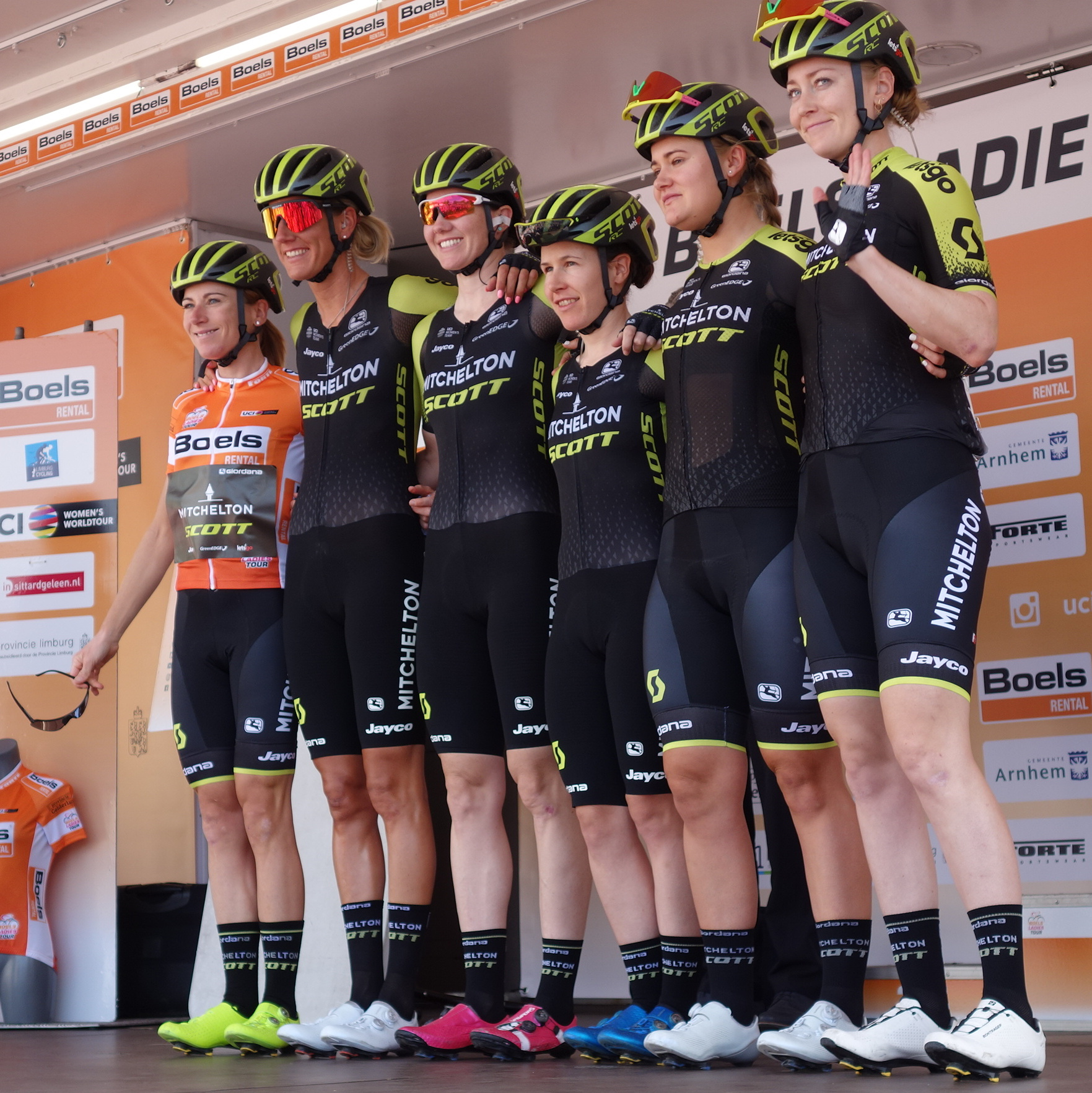
Met haar team Mitchelton-Scott in 2019.

- 2012 –  Orica-AIS
- 2013 –  Orica-AIS
- 2014 –  Orica-AIS
- 2015 –  Orica-AIS
- 2016 –  Orica-AIS
- 2017 –  Orica-Scott
- 2018 –  Mitchelton-Scott
- 2019 –  Mitchelton-Scott
- 2020 –  Mitchelton-Scott
- 2021 –  Team BikeExchange
- 2022 –  Team BikeExchange Jayco
- 2023 –  Lidl-Trek
- 2024 –  Lidl-Trek
- 2025 –  Lidl-Trek

Arndt · Cromwell · Fry · Gillow · Gunnewijk · Häusler · Hoskins · MacLean · Rhodes · Spratt · Villumsen
Cromwell · Edmondson · Elvin · Gillow · Gu · Gunnewijk · Hoskins · Johansson · MacLean · Spratt
Edmondson · Elvin · Garfoot · Gillow · Gunnewijk · Hoskins · Johansson · MacLean · Scandolara · Spratt · Sulzberger · Taylor
Elvin · Garfoot · Gunnewijk · Hoskins · Johansson · Manly · McConville · Neylan · Roy · Scandolara · Spratt · Stewart · Williams
Allen · Crooks · Elvin · Garfoot · Manly · McConville · Neylan · Rowney · Roy · Spratt · Stewart · Van Vleuten · Wiles · Williams
Allen · Baker · Crooks · Elvin · Garfoot · Manly · Neylan · Rowney · Roy · Spratt · Van Vleuten · Williams
Allen · Crooks · D'Hoore · Elvin · Kennedy · Manly · Roy · Spratt · Van Vleuten · Williams
Allen · Brown · Elvin · Kennedy · Manly · Roy · Spratt · Tenniglo · Van Vleuten · Williams
Allen · Brown · Elvin · Ensing · Kennedy · Roberts · Roy · Spratt · Tenniglo · Van Vleuten · Williams
Allen · Brown · Campbell · Ensing · Fidanza · Kennedy · Roberts · Roy · Santesteban · Spratt · Tenniglo · Williams · Žigart
Allen · Baker · Campbell · Faulkner · Fidanza · Kessler · Manly · Roseman-Gannon · Santesteban · Spratt · Tan · Williams · Žigart
Bäckstedt · Balsamo · Brand · Chapman · Deignan · Hanson · Klein · Knibb (vanaf 1/6) · Longo Borghini · Realini · Sanguineti · Spratt · van Anrooij · van Dijk (zwangerschapsverlof) · Wiles (tot 14/7)
van Anrooij · Bäckstedt · Balsamo · Brand · Chapman · Copponi · Deignan · van Dijk · Hanson · A. Holmgren · I. Holmgren · Klein · Longo Borghini · Moors · Realini · Sanguineti · Sharp · Spratt · Wilson-Haffenden
van Anrooij · Balsamo · Bjerg · Brand · Copponi · Deignan · van Dijk · Fisher-Black · Hanson · Henderson · A. Holmgren · I. Holmgren · Markus · Moors · Realini · Sanguineti · Sharp · Spratt · Wilson-Haffenden